# Sylvia Cheeseman
Sylvia Cheeseman (ur. 19 maja 1929 w Richmond) – brytyjska lekkoatletka specjalizująca się w krótkich biegach sprinterskich, dwukrotna uczestniczka letnich igrzysk olimpijskich (Londyn 1948, Helsinki 1952), brązowa medalistka olimpijska z 1952 r. w sztafecie 4 × 100 metrów.
Żona Johna Disleya, brązowego medalisty olimpijskiego z 1952 r. w biegu na 3000 metrów z przeszkodami.

## Sukcesy sportowe
- czterokrotna rekordzistka świata w biegach sztafetowych: 4 × 220 jardów (trzykrotnie w 1951 r.) oraz 4 × 200 m (1952)
- wielokrotna mistrzyni Wielkiej Brytanii, w tym pięciokrotnie w biegu na 200 m (1946, 1947, 1948, 1949, 1951), w biegu na 100 m (1949) oraz w biegu na 220 jardów (1952)[2]

| Rok  | Miasto   | Zawody                         | Konkurencja                                                 | Wynik                       |
| ---- | -------- | ------------------------------ | ----------------------------------------------------------- | --------------------------- |
| 1946 | Oslo     | mistrzostwa Europy             | sztafeta 4 × 100 m bieg na 200 m                            | 4. miejsce 5. miejsce       |
| 1950 | Auckland | igrzyska Imperium Brytyjskiego | sztafeta 220-110-220-110 jardów sztafeta 110-220-110 jardów | srebrny medal brązowy medal |
| 1952 | Helsinki | igrzyska olimpijskie           | sztafeta 4 × 100 m                                          | brązowy medal               |

## Rekordy życiowe
- bieg na 100 m – 12,0 – 1954
- bieg na 200 m – 24,4 – 1949